# Eliodoro Sollima
Eliodoro Sollima   (Marsala, 10 de juliol de 1926 - Palerm, 3 de gener de 2000) va ser pianista, compositor i pedagog italià.

## Biografia musical
Després de traslladar-se a l'institut de Palerm, sota la direcció de Maria Giacchino Cusenza, va obtenir un diploma en piano en cinc anys i, l'any següent, en composició, amb Pietro Ferro.
La seva millora del piano va continuar a "l'Acadèmia Chigiana de Siena" amb Guido Agosti i a Arezzo amb Arturo Benedetti Michelangeli, qui el va triar per a la primera representació italiana del Kammerkonzert d'Alban Berg, al teatre Nuovo de Milà, el maig de 1954.
El 1965 va formar amb el violinista Salvatore Cicero i el violoncel·lista Giovanni Perriera el Trio di Palermo, que el 1978 va rebre el "Diapason d'Or".
Ha tocat a Deutsche Rundfunk, Radio Scheweis i RAI.

## Activitat compositiva
Les obres inclouen Evolucions (per a diversos instruments), Variacions concertants (premi "Città di Trieste"), el Concert per a cordes, els Contrasts per a piano i orquestra, la Sonata per a piano (premi "Città di Treviso"), el Trio per a piano, violí i violoncel (escrit per a la formació del Trio di Palermo i dedicat a Ciceró i Perriera), el conte radiofònic Pimpinella, Els tres moments de la passió del Gòlgota, el Divertiment sobre cançons populars sicilianes, el Trenodia (encarregat pel sicilià Orquestra Simfònica i dedicada a les víctimes de la massacre de la plaça de Tiananmen).
La seva música ha estat publicada, entre d'altres, per "Berben, Sonzogno, Curci, Schott".

## Activitat docent
Professor de composició al Conservatori Superior de Música de Palerm de 1954 a 1991, en fou director durant divuit anys. Va impartir classes magistrals de piano i anàlisi i composició a Senigallia, Trapani, Palerm, Polònia i Saarbrücken.
Entre els estudiants, el clarinetista Calogero Palermo i el violoncel·lista Giovanni Sollima (el seu fill).

## Agraïments
El teatre municipal de Marsala, la seva ciutat natal, i un concurs de piano (Ciutat de Bagheria, premi "Eliodoro Sòllima") van rebre el seu nom. El 2010 també a Enna va rebre el seu nom un concurs per a solistes i conjunts de cambra, destinat a joves instrumentistes de 6 a 25 anys.